# Maria Clara Spinelli
Maria Clara Spinelli Rodrigues (Assis, 20 de maio de 1975) é uma ex-atriz brasileira. Internacionalmente premiada pelo filme Quanto Dura o Amor? (2009) no Festival Paulínia de Cinema, Hollywood Film Festival e Monaco Film Festival.
Em 2023, tornou-se a primeira atriz transexual a protagonizar uma produção na TV aberta brasileira.

## Vida pessoal
Em entrevista, Maria Clara afirmou que sempre se sentiu como mulher, desde a infância, e que era muito difícil entender porque as pessoas a tratavam como um menino. A mãe, que a teve aos 45 anos de idade, e que já faleceu, ainda é citada pela atriz como se estivesse presente: "foi a única família que eu tive", declara.
Embora reconheça a importância de ser a primeira atriz transgênero a protagonizar uma grande produção da TV brasileira, Maria Clara expressa o receio de ficar conhecida apenas como uma intérprete de personagens trans, e afirma ser capaz de "fazer qualquer personagem". Conforme declarou em sua conta no Instagram:
| “ | Como atriz, eu acho que a gente precisa rever esse conceito de atriz trans. Porque eu sei que não está falando por mal, e e eu estou aqui para aproveitar o gancho para falar de uma maneira, um pouco mais geral, como eu me sinto. Quando você junta dois adjetivos, você cria um terceiro. Então, se você junta atriz e trans vira uma outra coisa. E, aí, isso me diminui em relação às outras atrizes. | ” |

## Carreira
Entre 1990 e 2000 foi bailarina da companhia Dança-Teatro. Estreou como atriz no teatro em 2002 e, em 2003, venceu o prêmio de Atriz Revelação na fase regional do Mapa Cultural Paulista com o monólogo O Ser Gritante, baseado em textos de Clarice Lispector, . Em 2008, foi convidada por Ivam Cabral, fundador do Grupo de Teatro Os Satyros, para participar do Festival Satyrianas, onde interpretou o monólogo Matéria dos Sonhos, de Cláudia Pucci, com direção de Sandro de Cássio Dutra. Maria Clara trabalhava como servidora pública até 2009, quando decidiu dedicar-se exclusivamente à carreira de atriz.
Em 2010, obteve destaque após participar do filme Quanto Dura o Amor?, que lhe rendeu o prêmio de Melhor Atriz no Festival Paulínia de Cinema, no Hollywood Brazilian Film Festival e no Monaco Charity Film Festival. O filme também lhe levou à indicação de Melhor Atriz no VI Prêmio FIESP/SESI-SP do Cinema Paulista - 2010.
Em 2013, participou da telenovela Salve Jorge, na qual interpretou a personagem Anita, uma jovem humilde e sonhadora, que sofre ao ser obrigada a se prostituir por uma quadrilha de tráfico humano.
Em 2015, convidada pela diretora Duda Gorter, participa do curta-metragem Fantasia Improviso - Primeiro Movimento, interpretando a personagem Wanda.
Em 2016, foi uma das protagonistas da série Supermax, na Rede Globo, criada por Fernando Bonassi, Marçal Aquino e José Alvarenga Jr., com direção de José Alvarenga Jr., José Eduardo Belmonte e Rafael Miranda, onde interpreta a personagem Janette.
No mesmo ano, protagoniza o filme A Felicidade de Margô, dirigido por Maurício Eça, com roteiro de Paulo Garfunkel, baseado em crônica de Drauzio Varella. O filme foi produzido através de edital FICTV, no âmbito do Programa CPLP Audiovisual, numa coprodução internacional que inclui os países Angola, Brasil, Cabo Verde, Guiné-Bissau, Guiné Equatorial, Moçambique, Portugal, São Tomé e Príncipe e Timor-Leste.
Em novembro de 2016, é convidada para ser Mestre de Cerimônias do 24° Festival Mix Brasil de Cultura da Diversidade.
Em 2017, interpreta a personagem Mira, em A Força do Querer, uma secretária golpista e principal parceira da vilã Irene (Débora Falabella). Este papel foi um marco na história da Televisão Brasileira, pois foi a primeira vez que uma atriz, mulher transgênero, interpretou uma personagem de mulher cisgênero em uma telenovela das 21 horas da TV Globo. Esta personagem foi criada por Gloria Perez especialmente para Maria Clara Spinelli.
Em 2018, convidada pelo diretor José Eduardo Belmonte, faz uma participação especial na série Carcereiros, produzida por Gullane Filmes e Rede Globo.
Em 2023, integrou o elenco do remake de Elas por Elas, onde interpretou Renée, se tornando a primeira atriz transexual protagonista de uma novela.
Em 2025, no Dia da Visibilidade Trans, anunciou o fim da sua carreira de atriz.

## Filmografia

### Televisão
| Ano  | Título            | Personagem              | Notas                          |
| ---- | ----------------- | ----------------------- | ------------------------------ |
| 2012 | Salve Jorge       | Anita Silveira          |                                |
| 2016 | Supermax          | Janette                 |                                |
| 2017 | A Força do Querer | Miraceli Almeida (Mira) |                                |
| 2018 | Carcereiros       | Kelly                   | Episódio: "Resgate no Inferno" |
| 2023 | Elas por Elas     | Renée Venturini         |                                |

### Cinema
| Ano  | Título                    | Personagem | Notas    |
| ---- | ------------------------- | ---------- | -------- |
| 2009 | Quanto Dura o Amor?       | Suzana     |          |
| 2016 | A Felicidade de Margô     | Margô      |          |
| 2020 | Rosa e Momo               | Lola (voz) | Dublagem |
| 2020 | De Perto Ela Não É Normal | Beth       |          |

## Teatro
| Ano  | Título                                       |
| ---- | -------------------------------------------- |
| 1990 | Espetáculos de dança com a Cia. Dança-Teatro |
| 2002 | Alice no País das Maravilhas                 |
| 2003 | Mogli                                        |
| 2003 | O Ser Gritante                               |
| 2005 | Mudança                                      |
| 2008 | Matéria dos Sonhos                           |
| 2009 | Amor?                                        |
| 2013 | Charllotty                                   |
| 2018 | Trilogia do Antipatriarcado                  |
| 2021 | Divinas Divas                                |

## Prêmios e indicações
| Ano  | Prêmio                            | Categoria               | Indicação           | Resultado | Ref.   |
| ---- | --------------------------------- | ----------------------- | ------------------- | --------- | ------ |
| 2004 | Mapa Cultural Paulista            | Atriz Revelação: Teatro | O Ser Gritante      | Venceu    | [ 20 ] |
| 2009 | Festival Paulínia de Cinema       | Melhor Atriz            | Quanto Dura o Amor? | Venceu    | [ 2 ]  |
| 2010 | Hollywood Brazilian Film Festival | Melhor Atriz            | Quanto Dura o Amor? | Venceu    | [ 2 ]  |
| 2010 | Monaco Film Festival              | Melhor Atriz            | Quanto Dura o Amor? | Venceu    | [ 2 ]  |
| 2010 | Palm Springs Film Festival        | Melhor Atriz            | Quanto Dura o Amor? | Venceu    | [ 22 ] |
| 2010 | Mostra de Cinema Paulista         | Melhor Atriz            | Quanto Dura o Amor? | Indicado  | [ 2 ]  |
| 2010 | Prêmio FIESP/SESI-SP de Cinema    | Melhor Atriz            | Quanto Dura o Amor? | Indicado  | [ 2 ]  |